# شركة أبو ظبي الوطنية للطاقة
شركة أبو ظبي الوطنية للطاقة والمعروفة ب طاقة هي شركة دولية متخصصة في الاستثمار في مجال الطاقة. توفر الشركة أكثر من 85% من إنتاج إمارة أبوظبي للمياه والكهرباء. تبلغ قدرة الشركة الإنتاجية المركبة للكهرباء في أبوظبي ما يقارب 7000ميغاواط وأما محطات اتحلية التابعة لها فتنتج 591 مليون غالون يوميا. أيضا لدى الشركة استثمارات مالية وإستراتجية في قطاعات النفط والغاز والطاقة والماء والبنية التحتية والتنجيم في الشرق الأوسط وآسيا وأفريقيا وأوروبا.
تم إنشاء الشركة بموجب مرسوم أميري في يوليو 2005 كشركة مساهة عامة، وتم طرح 24.9% من أسهم الشركة للتداول في سوق أبوظبي للأوراق المالية. أما الباقي فتملك حكومة أبوظبي نسبة 51% من الشركة من خلال هيئة مياه وكهرباء أبوظبي وحولت الهيئة نسبه 24.1% من أسهم الشركة على صندوق أصحاب المزارع. في 30 سبتمبر 2006 بلغ إجمالي قيمة موجودات الشركة حوالي 9 مليار دولار.
وفي 22 يناير 2024، أبرمت الشركة اتفاقاً لبيع كامل حصتها في حقل "أتروش" النفطي في إقليم كردستان العراق إلى شركة "جنرال إكسبلوريشن بارتنرز".